# Sustainable Stock Exchanges Initiative
Die Sustainable Stock Exchanges Initiative (SSE) fördert Unternehmensinvestitionen in nachhaltige Entwicklung. Sie ist ein Projekt der Vereinten Nationen (UN) und wird gemeinsam von der Handels- und Entwicklungskonferenz der Vereinten Nationen (UNCTAD), dem Global Compact der Vereinten Nationen, der Finanzinitiative des Umweltprogramms der Vereinten Nationen (UNEP-FI) und den von den Vereinten Nationen unterstützten Prinzipien für verantwortungsvolles Investieren (PRI) organisiert.
Weitere wichtige Akteure sind der Weltbörsenverband (WFE) und die Internationale Organisation der Wertpapieraufsichtsbehörden (IOSCO). Die SSE bietet eine Multi-Stakeholder-Lernplattform für Börsen, Investoren, Regulierungsbehörden und Unternehmen.

## Geschichte
Im Rahmen seiner Zusammenarbeit mit der Finanzwelt initiierte der UN Global Compact 2004 ein Treffen mit mehreren globalen Börsen im UN-Hauptquartier in New York. Dieser erste Dialog mündete in einer gemeinsamen Erklärung des Global Compact und zehn Börsen, in der die Bereitschaft zur weiteren Zusammenarbeit bekundet wurde.
2008 führten UNCTAD und die Principles for Responsible Investment (PRI) gemeinsam zwei Treffen im UN-Hauptquartier in Genf mit Investoren, Finanzinformationsanbietern, Börsen und politischen Entscheidungsträgern durch, um verantwortungsvolle Investitionen in Schwellenländern zu fördern und den entsprechenden politischen Kontext zu untersuchen.
Diese von Global Compact, UNCTAD und PRI geschaffenen Grundlagen inspirierten eine bedeutende Initiative der Vereinten Nationen: die Initiative für nachhaltige Börsen (SSE).

## Mitglieder
Per April 2025 waren folgende 134 Mitglieder veröffentlicht:
- Argentinien - Bolsas y mercados Argentinos (BYMA)
- Argentinien - Bolsa de Comercio de Buenos Aires (BCBA)
- Argentinien - Matba-Rofex
- Argentinien - Mercado Abierto Electronico

- Armenien - Armenia Securities Exchange
- Australien - Australian Securities Exchange (ASX)
- Australien - Sydney Stock Exchange
- Australien - Australian Securities Exchange #Derivative Exchange
- Austria - Wiener Börse
- Azerbaijan - Baku Stock Exchange

- Bahrain - Bahrain Bourse (BHB)
- Bangladesh - Chittagong Stock Exchange (CSE)
- Bangladesh - Dhaka Stock Exchange
- Barbados - The Barbados Stock Exchange Inc. (BSE)
- Belarus - Belarusian Currency and Stock Exchange
- Belgium - Euronext Brussels
- Bhutan - Royal Securities Exchange of Bhutan
- Bosnia and Herzegovina - Banja Luka Stock Exchange (BLSE)
- Botswana - Botswana Stock Exchange
- Brazil - B3
- Bulgaria - Bulgarian Stock Exchange

- Canada - NEO Exchange
- Canada - TMX Group Inc.
- Canada - Montreal Exchange (TMX Group) #Derivative Exchange
- Chile - Bolsa de Santiago (nuam)
- China - Hong Kong Exchanges and Clearing Limited
- China - Shanghai Stock Exchange
- China - Shenzhen Stock Exchange
- Colombia - Bolsa de Valores de Colombia (nuam)
- Costa Rica - Bolsa Nacional de Valores
- Croatia - Zagreb Stock Exchange
- Czechia - Prague Stock Exchange
- Côte D'Ivoire - BRVM (Regional Securities Exchange)

- Dänemark - Nasdaq Copenhagen

- Dominican Republic - Bolsa y Mercados de Valores de la República Dominicana

- Ecuador - Bolsa de Valores Guayaquil (BVG)
- Ecuador - Quito Stock Exchange
- Egypt - Egyptian Exchange
- El Salvador - Bolsa de Valores El Salvador
- Estland - Nasdaq Tallinn

- Finnland - Nasdaq Helsinki
- Frankreich - Euronext Paris

- Germany - Deutsche Börse
- Ghana - Ghana Stock Exchange
- Greece - Athens Exchange Group
- Guatemala - Bolsa de Valores Nacional, S.A. (BVNSA)

- Honduras - Bolsa Centroamericana de Valores S.A.
- Hungary - Budapest Stock Exchange

- Iceland - Nasdaq Iceland
- India - Bombay Stock Exchange
- India - National Stock Exchange of India
- Indonesia - Indonesia Stock Exchange
- Iran (Islamic Republic of) - Iran Fara Bourse Securities Exchange
- Iran (Islamic Republic of) - Tehran Stock Exchange
- Ireland - Euronext Dublin
- Israel - Tel-Aviv Stock Exchange
- Italy - Borsa Italiana (Euronext)

- Jamaica - Jamaica Stock Exchange
- Japan - Japan Exchange Group
- Jordan - Amman Stock Exchange

- Kazakhstan - Kazakhstan Stock Exchange
- Kenya - Nairobi Securities Exchange
- Kenya - Nairobi Securities Exchange - NSE #Derivative Exchange
- Kuwait - Boursa Kuwait
- Kyrgyzstan - Kyrgyz Stock Exchange

- Latvia - Nasdaq Riga
- Lithuania - Nasdaq Vilnius
- Luxembourg - Bourse de Luxembourg

- Malaysia - Bursa Malaysia
- Malaysia - Bursa Malaysia Derivatives Berhad #Derivative Exchange
- Mauritius - Stock Exchange of Mauritius
- Mexico - Bolsa Institucional de Valores (BIVA)
- Mexico - Bolsa Mexicana de Valores (Mexican Stock Exchange)
- Mexico - MexDer, Mexican Derivatives Exchange #Derivative Exchange
- Mongolia - Mongolian Stock Exchange
- Mongolia - Ulaanbaatar Securities Exchange
- Mongolia - Mongolian Agricultural Commodity Exchange #Derivative Exchange
- Morocco - Bourse de Casablanca

- Namibia - Namibian Stock Exchange
- Netherlands - Euronext Amsterdam
- New Zealand - New Zealand Stock Exchange
- New Zealand - NZX Derivatives Exchange #Derivative Exchange
- Nicaragua - Bolsa de Valores de Nicaragua (BVN)
- Nigeria - Nigerian Exchange (NGX)
- North Macedonia - Macedonian Stock Exchange
- Norway - Oslo Børs (Euronext)
- Oman - Muscat Stock Exchange

- Pakistan - Pakistan Stock Exchange
- Palestine, State of - Palestine Exchange
- Panama - Bolsa Latinoamericana de Valores (Latinex)
- Papua New Guinea - Papua New Guinea National Stock Exchange
- Paraguay - Bolsa de Valores & Productos de Asunción S.A. (BVPASA)
- Peru - Bolsa de Valores de Lima (nuam)
- Philippines - Philippine Stock Exchange
- Poland - Warsaw Stock Exchange
- Portugal - Euronext Lisbon
- Qatar - Qatar Stock Exchange

- Republic of Korea - Korea Exchange
- Romania - Bucharest Stock Exchange
- Russian Federation - Moscow Exchange
- Rwanda - Rwanda Stock Exchange

- Saudi Arabia - Saudi Exchange
- Serbia - Belgrade Stock Exchange
- Seychelles - MERJ Exchange
- Singapore - Singapore Exchange (SGX Group)
- Singapore - Singapore Exchange - SGX #Derivative Exchange
- Slovenia - Ljubljana Stock Exchange
- Somalia - Somali Stock Exchange
- South Africa - Cape Town Stock Exchange (CTSE)
- South Africa - Johannesburg Stock Exchange (JSE)
- Spain - Bolsas y Mercados Españoles (BME)
- Sri Lanka - Colombo Stock Exchange
- Sweden - Nasdaq Stockholm
- Switzerland - SIX Swiss Exchange

- Tajikistan - Central Asian Stock Exchange (CASE)
- Thailand - Stock Exchange of Thailand
- Tunesien - Bourse des Valeurs Mobilières de Tunis
- Türkei - Borsa İstanbul
- Türkei - Borsa İstanbul #Derivative Exchange

- Uganda - Uganda Securities Exchange
- United Arab Emirates - Abu Dhabi Securities Exchange
- United Arab Emirates - Dubai Financial Market
- United Kingdom of Great Britain and Northern Ireland - The Bermuda Stock Exchange (BSX)
- United Kingdom of Great Britain and Northern Ireland - The International Stock Exchange (TISE)
- United Kingdom of Great Britain and Northern Ireland - London Stock Exchange
- United Republic of Tanzania - Dar es Salaam Stock Exchange
- United States of America - Nasdaq
- United States of America - New York Stock Exchange
- United States of America - Cboe Global Markets, Inc. #Derivative Exchange
- United States of America - CME Group #Derivative Exchange
- United States of America - ICE - Intercontinental Exchange #Derivative Exchange
- Uruguay - Bolsa Electrónica de Valores del Uruguay S.A. (BEVSA)

- Viet Nam - Hanoi Stock Exchange
- Viet Nam - Ho Chi Minh Stock Exchange
- Zimbabwe - Zimbabwe Stock Exchange